# Ким Юсин
Ким Юси́н (595 — 18 августа 673) — военачальник, идеолог и один из высших сановников древнекорейского государства Силла. Сыграл большую роль в объединении корейских земель под властью Силлы. Его считают правнуком короля Кухе, последнего правителя Кымгван Кая, которая перешла на силласскую службу после присоединения Кимгвана к Силле (532). Это дало ему очень высокое положение в системе социальной стратификации, которая называлась кольпхум («качество кости», «качество рода») и определяла политический и военный статус, которого мог достичь человек. В первой половине IX века его потомок силласский чиновник Ким Чанчхон создал «Жизнеописание Ким Юсина» («Ким Юсин чжон»), которая в сокращенном виде была включена в «Самгук саги». Также сведения о нём есть в «Самгук юса».

## Ранние годы
Ким Юсин был сыном генерала Ким Сохёна. Он родился в Геиянге[уточнить], Чинчхоне в 595 г. В 15 лет присоединился к хваранам. В этот период у него появляется мечта об объединении трех государств Корейского полуострова. Он заручился поддержкой политической верхушки, наладив отношения с аристократом Ким Чхунчху. В 34 года (629) он стал командующим вооруженных сил Силлы. Когда Ким Чхунчху стал правителем Силлы (Муйоль 654—661 гг.), Ким Юсин получил повышение и был назначен главным чиновником страны.

## Военные достижения
Считают, что первый военный поход Ким Юсина произошёл около 629 г. н. э. , в котором он показал свой талант к военному делу. В 647 году принимал участие в подавлении восстания Пидама. Силла была в постоянной борьбе со своим западным соседом, Пэкче, за территорию. Именно в этот период Юсин вырос в рядах вооруженных сил и активизировал военные действия против Пэкче.
Пэкче и Силла сформировали альянс, чтобы противостоять власти Когурё и его намерениям усилиться на юге, и начали успешную атаку на него. Силла захватила северную территорию, а Пэкче земли к югу от реки Хан. Но Силла предала союз и напала на Пэкче. После этой измены, Пэкче заключила союз с Когурё. Когда Когурё и Пэкче напали на Силлу в 655 г., Силла объединилась с китайской империей Тан, чтобы бороться с захватчиками. Пользуясь военно — дипломатической поддержкой династии Тан, Силла разгромила Пэкче в 660 г. и Когурё в 668 г.. Наступил период расцвета могущества Силлы, который продолжался до конца VIII в. Именно Ким Юсин возглавлял силласское войско во время захвата Пэкче и практически был заместителем правителя во время похода на Когурё.

## Последние годы жизни

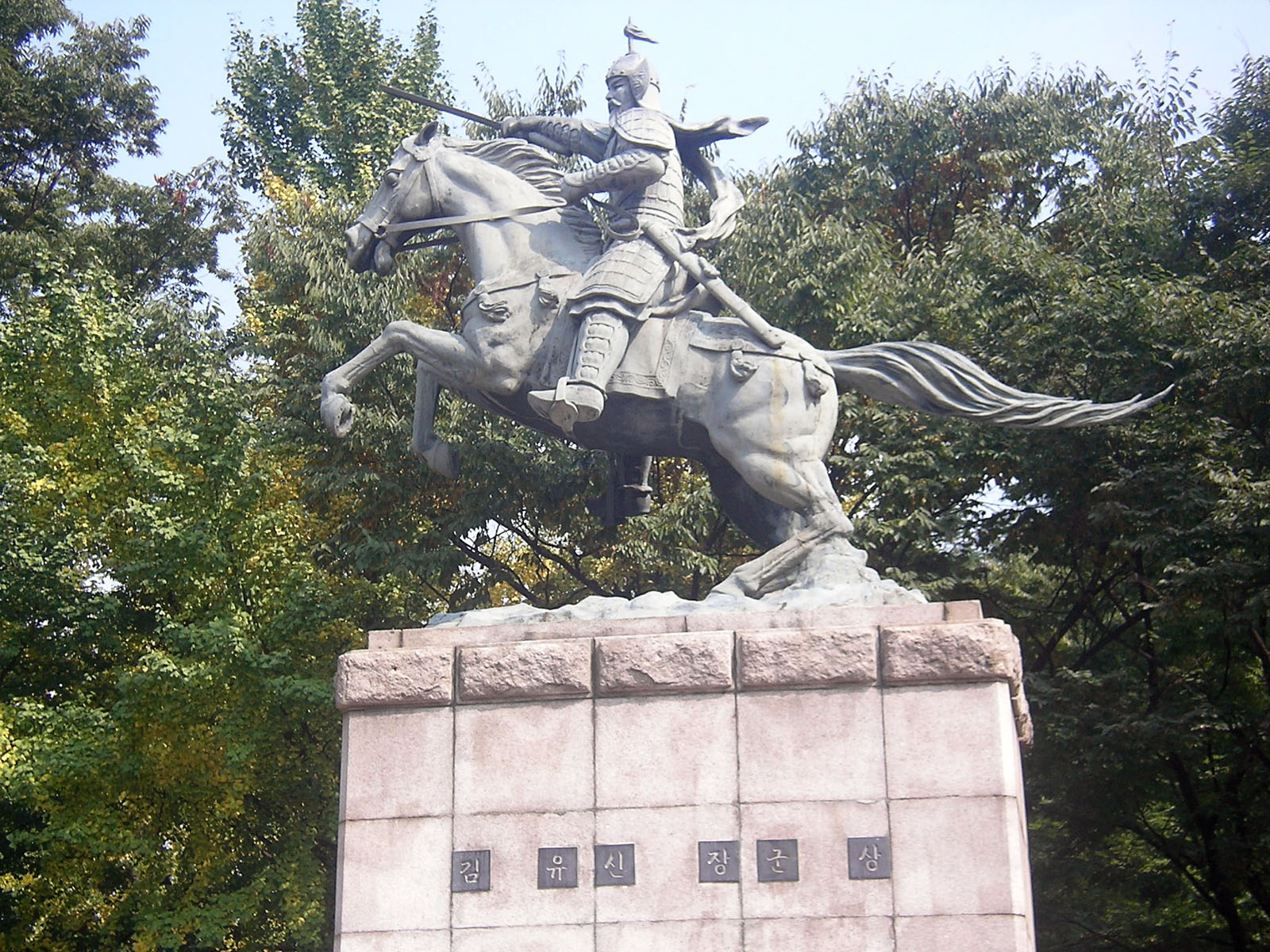
Памятник в парке Намсан, Сеул, Южная Корея

В течение всей своей жизни Ким Юсин считал, что Пэкче, Когурё и Силла не должны быть отдельными странами, а их нужно объединить в единое целое. Он был движущей силой в объединении Корейского полуострова и наиболее известным из всех генералов в объединительных войнах периода Троецарства. Ким Юсин был награжден за его вклад в кампанию. В 668 году король Мунму присвоил ему почетное звание Тегаккана (самый высокий чин, созданный специально для него). В 669 году он получил 142 лошадиные фермы, которые были размещены по всему царству. Ким Юсин дожил до 79 лет и считается одним из самых известных генералов Кореи. Похоронен в городе Кэнджу на юго-востоке Кореи.

## Семья
У Ким Юсина было две сестры Ким Похи и Ким Мунхи. Мунхи вышла замуж за Ким Чхунчху, с которым давно был знаком её брат и впоследствии стала царицей Мунмён. У Ким Юсина было десять детей. Его второй сын Ким Вонсул сыграл основную роль в получении независимости Силлы от империи Тан.

## Легенды
Существует много историй о Ким Юсине. В одной рассказывается о том, как ему было приказано подавить повстанческое выступление. Однако его войско увидели падающую звезду в небе и восприняли это как плохой знак. Для того, чтобы восстановить доверие своих солдат, генерал использовал большого воздушного змея, чтобы пустить огненный шар в небо. Солдаты увидели звезду, возвращающуюся на небо, сплотились и победили мятежников. Также он использовал этих змеев для коммуникации между войсками, когда они были разделены на дальних расстояниях. Другая легенда рассказывает о споре между Ким Юсином и танским генералом. Ссора могла перерасти в кровавую схватку, ибо меч Ким Юсина сам выскочил из ножен ему в руки. Поскольку меч воина считали его душой, это явление так напугало танского генерала, что он сразу же извинился перед войском Силлы.

## Идеология

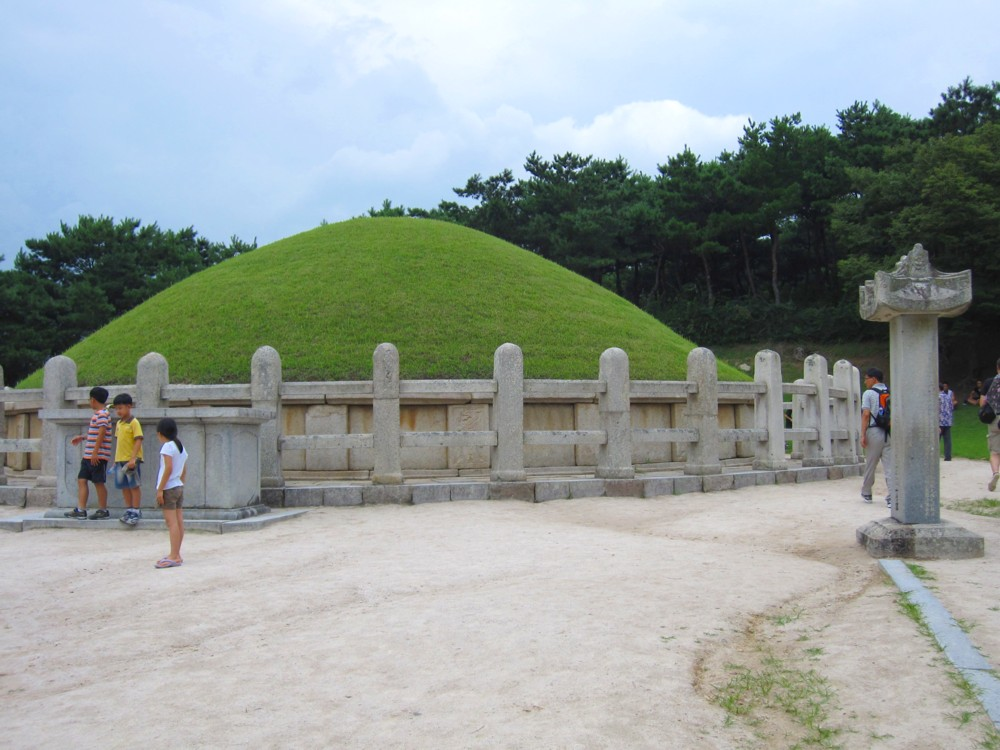
Могила Ким Юсина в Кенджу

Судьбу государства определяла, с точки зрения Юсина, не воля Неба или духов, а нравственное состояние общества, то есть правильные отношения между властителем и его подданными. Правитель, выступая как посредник между космосом и обществом, управляет страной в соответствии с космическим ритмом. Он должен относиться к подданным с любовью и дать им возможность жить естественной жизнью («наслаждаться своим делом»). Выступая как земной заместитель Небу, правитель должен относиться к подданным с абсолютной беспристрастностью, отдалять от себя «мелких людишек» и окружать себя «благородными мужами», безжалостно карать недостойных и щедро вознаграждать достойных в точном соответствии с их заслугами. Ведя войну с Когуре Пэкче или, силласский государь только «наказывает» правителей этих государств за высокомерие и вины перед великим государством (Танской империей), тем самым выполняя свою роль беспристрастного и строгого судьи, всемогущего хранителя космического порядка на Земле. В этой своей ипостаси правитель, по сути, равнозначен Небу.
Поведение подданных основано на чувстве преданности правителю, которая является абсолютно естественной и нормальной постольку обладатель любит подданных и распространяет на них свое благое влияние. Подталкиваемый естественной верностью государю, подвергнут сам, без никакого «внушения» должен больше всего стремиться осуществить важное деяние на благо государства. Подвиги, совершенные, скажем, Юсином, — это не просто выполнение приказов, а результат «решительности», «намерений» самого Юсина . Преданность подданного и его «решимость» служить государству — это не нечто искусственное или исключительное, а лишь естественное следование космическому порядку.